# Kenianische Cricket-Nationalmannschaft in Simbabwe in der Saison 2005/06
Die Tour der kenianischen Cricket-Nationalmannschaft nach Simbabwe in der Saison 2005/06 fand vom 25. Februar bis zum 4. März 2006 statt. Die internationale Cricket-Tour war Bestandteil der Internationalen Cricket-Saison 2005/06 und umfasste fünf ODIs. Die Serie endete 2–2 unentschieden.

## Vorgeschichte
Für beide Mannschaften war es die erste Tour der Saison.

## Stadien
Die folgenden Stadien wurden für die Tour als Austragungsort vorgesehen und am 9. Februar 2006 bekanntgegeben.
| Stadion            | Stadt    | Kapazität | Spiele      |
| ------------------ | -------- | --------- | ----------- |
| Queens Sports Club | Bulawayo | 9.000     | 1. & 2. ODI |
| Harare Sports Club | Harare   | 10.000    | 3. – 5. ODI |

## Kaderlisten
Kenia benannte seinen Kader am 20. Februar 2006.
Simbabwe benannte seinen Kader am 23. Februar 2006.
| ODI | ODI |
| Simbabwe | Kenia |
| --- | --- |
| - Terry Duffin (K) - Elton Chigumbura - Charles Coventry - Keith Dabengwa - Ryan Higgins - Anthony Ireland - Blessing Mahwire - Hamilton Masakadza - Keegan Meth - Ed Rainsford - Piet Rinke - Gregory Strydom - Brendan Taylor (wk) - Prosper Utseya | - Steve Tikolo (K) - Josephat Ababu - Jimmy Kamande - Alfred Luseno - Tanmay Mishra - David Obuya - Nehemiah Odhiambo - Thomas Odoyo - Peter Ongondo - Kennedy Otieno (wk) - Morris Ouma - Brijal Patel - Tony Suji |

## One-Day Internationals

### Erstes ODI in Bulawayo
| 25. Februar Scorecard | Bulawayo | Kenia 227-9 (50)               | – | Simbabwe 231-2 (43.3) |
|                       |          | Simbabwe gewinnt mit 8 Wickets |   |                       |

### Zweites ODI in Bulawayo
| 26. Februar Scorecard | Bulawayo | Simbabwe 284-7 (50)       | – | Kenia 205 (46.2) |
|                       |          | Kenia gewinnt mit 79 Runs |   |                  |

### Drittes ODI in Harare
| 1. März Scorecard | Harare | Kenia 134 (42.5/44)       | – | Simbabwe 69 (22.5/44) |
|                   |        | Kenia gewinnt mit 65 Runs |   |                       |

### Viertes ODI in Harare
| 3. März Scorecard | Harare | Simbabwe 231-9 (44/44)        | – | Kenia 122 (36.5/44) |
|                   |        | Simbabwe gewinnt mit 109 Runs |   |                     |

### Fünftes ODI in Harare
| 4. März Scorecard | Harare | Simbabwe       | – | Kenia |
|                   |        | Spiel abgesagt |   |       |